# Stanisław Zalewski (żeglarz)
Stanisław Euzebiusz Zalewski (ur. 16 grudnia 1907 w Kutnie, zm. 23 grudnia 1992 w Warszawie) – żeglarz, olimpijczyk z Berlina 1936.
Reprezentant AZS Warszawa. Na igrzyskach olimpijskich 1936 roku startował w klasie 6 metrów na jachcie „Danuta” (wraz ze swoim bratem Januszem zajmując 11. miejsce). Został pochowany na cmentarzu Powązkowskim w Warszawie (kwatera 312-6-7).

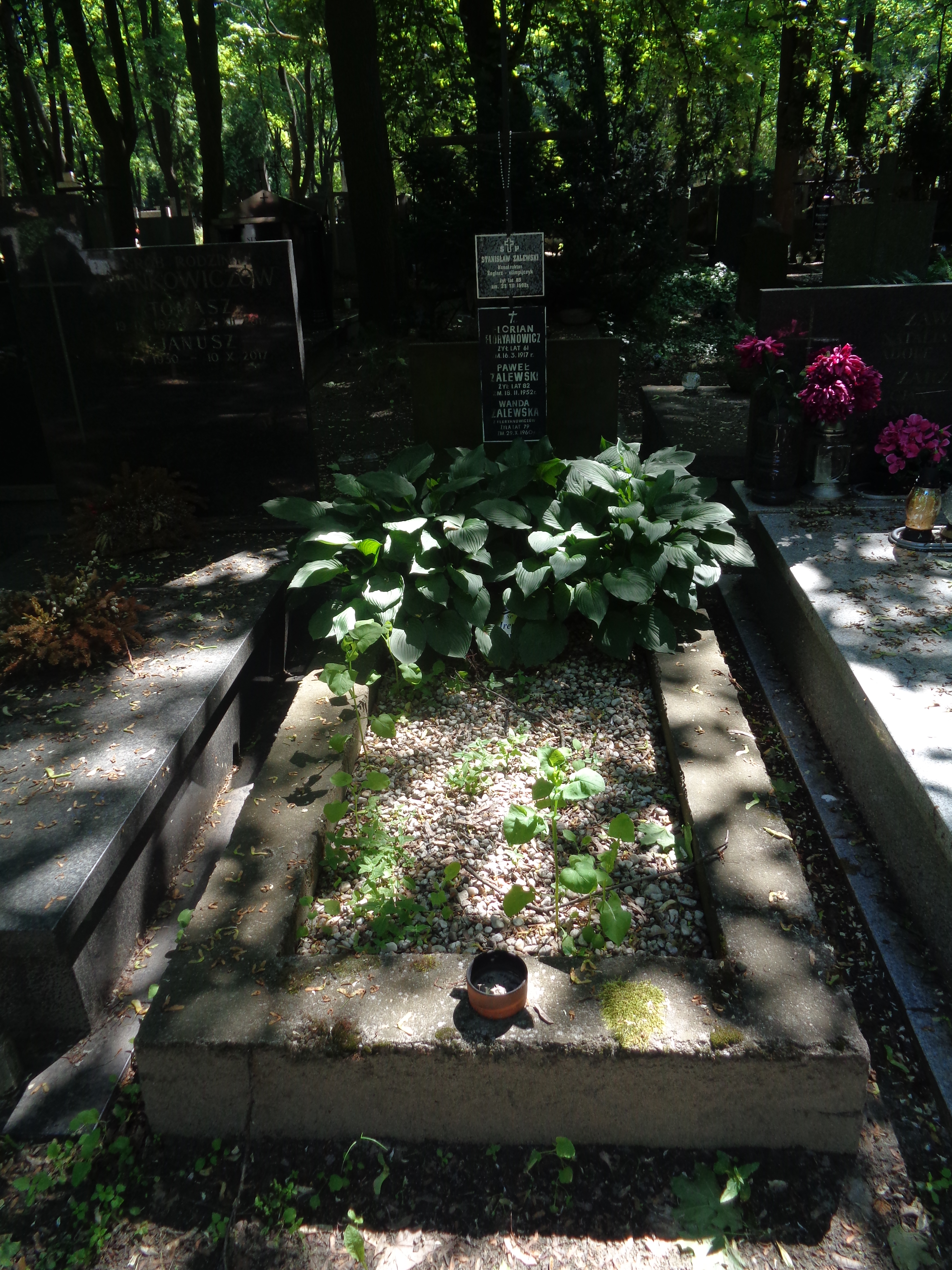
Grób olimpijczyka Stanisława Zalewskiego na Cmentarzu Powązkowskim